# Rhagodera interrupta
Rhagodera interrupta är en skalbaggsart som beskrevs av Christian Friedrich Stephan 1989. Rhagodera interrupta ingår i släktet Rhagodera och familjen barkbaggar. Inga underarter finns listade i Catalogue of Life.